# A Misunderstood Boy
A Misunderstood Boy è un cortometraggio muto del 1913 diretto da D.W. Griffith.

## Trama
Un giovane viene falsamente accusato di un delitto che non ha commesso.

## Produzione
Il film fu prodotto dalla Biograph Company. Venne girato nella Sierra Madre, in California.

## Distribuzione
Distribuito dalla General Film Company, il film - un cortometraggio di una bobina - uscì nelle sale cinematografiche USA il 19 aprile 1913. Copia della pellicola viene conservata negli archivi dell'UCLA.